# Ectatomma parasiticum
Ectatomma parasiticum  (лат.) — вид мелких муравьёв рода Ectatomma из подсемейства Ectatomminae (Formicidae). Северная Америка: Мексика (Apazapan, state of Veracruz). Социальный паразит вида Ectatomma tuberculatum (Olivier, 1792). Первоначально рассматривался в качестве микрогинной формы указанного выше вида-хозяина.

## Описание
Общая длина около 6 мм. Окраска тела от желтовато-коричневого до красновато-бурого. Длина груди (WL) самок 3,8 мм (5,4 мм у E. tuberculatum); скапус усиков длиннее максимальной ширины головы, индекс скапуса (SI) более 108 (менее 99 у E. tuberculatum); проподеальные шипики редуцированы до мелких зубцов. Клипеус силно выпуклый спереди. У предположительных рабочих особей E. parasiticum (либо это интеркасты хозяина) есть сперматека и 6-10 овариол, в то время как у вида-хозяина E. tuberculatum сперматеки нет совсем, а овариол от 1 до 4. Самцы не отличимы от вида-хозяина. Жилкование крыльев полное, имеются жилки Sc+R, SR, M, Cu и A. Длина скапуса E. parasiticum около 2 мм (у E. tuberculatum около 2,5 мм); ширина головы E. parasiticum примерно 1,8 мм (у E. tuberculatum примерно 2,6—2,8 мм). Петиоль с высоким угловидным верхним выступом. Первый стернит брюшка с отчётливым передним выступом — килем. Всё тело, включая жвалы и усики, покрыто мелкими и грубыми бороздками и морщинками. Редуцированный общий размер тела и расширенный петиоль E. parasiticum характерны для паразитического синдрома у разных муравьёв (Wilson 1984; Radchenko & Elmes 2003).

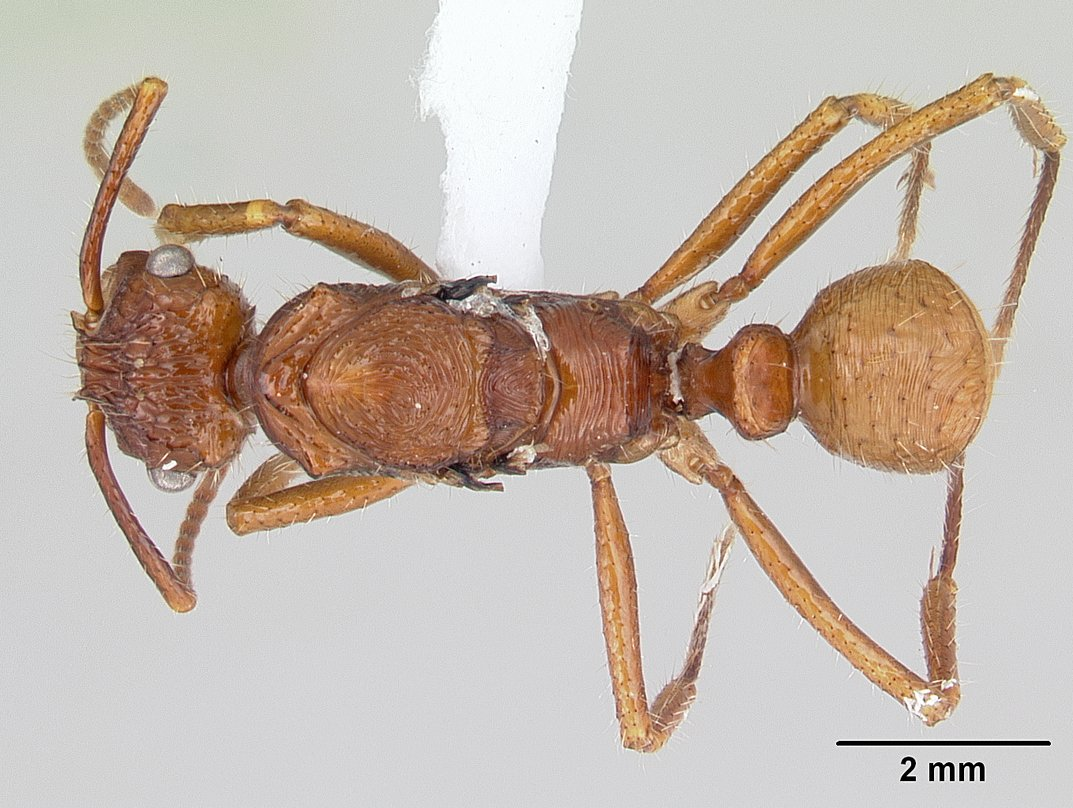